# 因河畔米尔多夫县
因河畔米尔多夫县（德語：Landkreis Mühldorf am Inn）是德国巴伐利亚州的一个县，隶属于上巴伐利亚行政区，首府因河畔米尔多夫。

## 地理
因河畔米尔多夫县北面与兰茨胡特县和罗塔尔-因县，东面与旧厄廷县，南面与特劳恩施泰因县和罗森海姆县，西南面与埃伯斯贝格县，西面与埃尔丁县相邻。